# Prospalta stellata
Prospalta stellata là một loài bướm đêm trong họ Noctuidae.